# 泛亚班拿
泛亚班拿（德語：Panalpina  Welttransport Holding AG）是一家瑞士物流公司。 2019年，该公司与DSV合并，成为DSV Panalpina。2021年9月，DSV通过品牌重组取消了Panalpina的品牌名称。

## 概括
Panalpina提供货运代理和物流服务，包括洲际航空和海运货运以及相关的供应链管理。该公司在全球拥有15,000名员工，其枢纽位于卢森堡的芬德尔机场、布拉格以及美国阿拉巴马州亨茨维尔的亨茨维尔国际机场。其机队包括一架波音747-8F飞机。Panalpina为多个行业领域提供服务，包括高科技、汽车、电信、零售与时尚、医疗保健以及石油和天然气行业。
Panalpina通过湿租或ACMI（飞机、全套机组人员、维护和保险）协议与货运航空公司Atlas Air Cargo合作，其中一架波音747飞机被命名为“Spirit of Panalpina”。然而，这一合作于2020年7月终止，导致约88个职位的流失。Panalpina在上市之前由Ernst Göhner基金会全资拥有，直到2005年9月22日在瑞士证券交易所（SWX Swiss Exchange）公开上市。同年，Panalpina收购了位于新加坡的Janco Oilfield Services和位于挪威的Overseas Shipping Group。

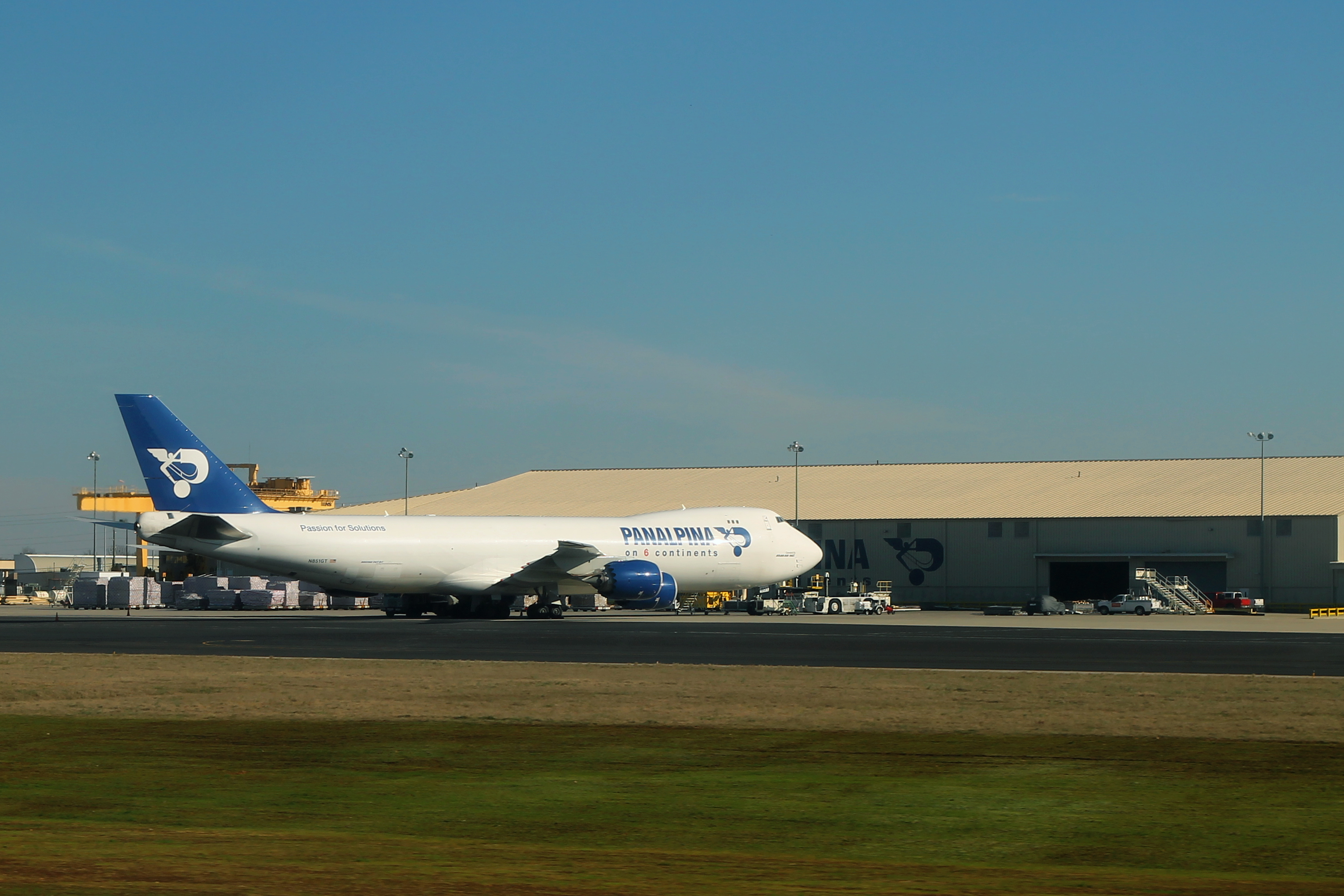
Panalpina的波音747-8F飞机停靠在亨茨维尔国际机场的货运机库。

2010年，Panalpina同意解决涉及外国贿赂的调查，并支付超过8000万美元的罚款。美国司法部和证券交易委员会调查了该公司是否曾向外国官员支付贿赂，以加快钻井平台和其他设备通过海关的速度。
2017年，该公司分别收购了位于德国和荷兰的两家公司，以扩展其在易腐货物业务中的网络。2019年，在有关DSV A/S与Panalpina可能并购的广泛猜测中，双方于2019年4月1日宣布达成了一项价值46亿瑞士法郎（41亿欧元）的协议。实际上，Panalpina被DSV收购（与“强强联合”的声明相反），该交易于2019年8月完成。Panalpina的高层管理团队被全部替换，前首席执行官Stefan Karlen结束了与Panalpina长达21年的关系。在DSV于2019年9月24日召开的特别股东大会上，股东投票决定将DSV A/S的名称更改为DSV Panalpina A/S。
作为重组的一部分，DSV停用了部分旧的Panalpina IT系统（如用CargoWise取代了SAP TM），导致新组织内出现裁员。这一变动还包括将总部迁至哥本哈根，从而正式结束巴塞尔作为公司主要总部的历史。位于巴塞尔Viaduktstrasse总部屋顶的Panalpina标志于2020年5月被拆除。
2021年9月8日，DSV宣布：“随着收购Agility的全球综合物流业务，‘DSV将经历自2019年收购Panalpina以来最重大的业务变革。基于这一变革，现在是时候将母公司实体的名称改回DSV A/S，并确保所有市场和运营的品牌一致性’。”这份声明实际上宣告了Panalpina名称的彻底终结。